# Grand Prix-seizoen 1932
Het Grand Prix-seizoen 1932 was het tweede Grand Prix-jaar waarin het Europees kampioenschap werd verreden. Het seizoen begon op 28 februari en eindigde op 25 september na drie Grands Prix voor het Europese kampioenschap en 30 andere races. Tazio Nuvolari werd kampioen met twee overwinningen.

## Kalender

### Europees kampioenschap
| Ronde | Datum  | Grand Prix | Circuit     | Winnaar           | Constructeur | Verslag |
| ----- | ------ | ---------- | ----------- | ----------------- | ------------ | ------- |
| 1     | 5 juni | Italië     | Monza       | Tazio Nuvolari    | Alfa Romeo   | verslag |
| 2     | 3 juli | Frankrijk  | Reims-Gueux | Tazio Nuvolari    | Alfa Romeo   | verslag |
| 3     | 9 juli | Duitsland  | Nürburgring | Rudolf Caracciola | Alfa Romeo   | verslag |

### Niet-kampioenschapsraces
| Datum        | Land             | Racenaam                     | Circuit        | Winnaar                 | Constructeur  | Verslag |
| ------------ | ---------------- | ---------------------------- | -------------- | ----------------------- | ------------- | ------- |
| 28 februari  | Zweden           | Winter Grand Prix van Zweden | Rämen          | Olle Bennström          | Ford          | verslag |
| 3 april      | Tunesië          | Grand Prix van Tunis         | Carthago       | Achille Varzi           | Bugatti       | verslag |
| 17 april     | Monaco           | Grand Prix van Monaco        | Monaco         | Tazio Nuvolari          | Alfa Romeo    | verslag |
| 24 april     | Italië           | Grand Prix van Rome          | Littorio       | Luigi Fagioli           | Maserati      | verslag |
| 24 april     | Frankrijk        | Grand Prix van Oran          | Arcone         | Jean-Pierre Wimille     | Bugatti       | verslag |
| 30 april     | Groot-Brittannië | British Empire Trophy        | Brooklands     | John Cobb               | Delage        | verslag |
| 8 mei        | Italië           | Targa Florio                 | Madonie        | Tazio Nuvolari          | Alfa Romeo    | verslag |
| 8 mei        | Finland          | Grand Prix van Finland       | Eläintarharata | Per Victor Widengren    | Mercedes-Benz | verslag |
| 15 mei       | België           | Grand Prix des Frontières    | Chimay         | Arthur Legat            | Bugatti       | verslag |
| 16 mei       | Frankrijk        | Provence Trophy              | Nîmes          | Stanislas Czaykowski    | Bugatti       | verslag |
| 16 mei       | Frankrijk        | Grand Prix van Nîmes         | Jean Jaurès    | Benoît Falchetto        | Bugatti       | verslag |
| 22 mei       | Duitsland        | Avusrennen                   | AVUS           | Manfred von Brauchitsch | Mercedes-Benz | verslag |
| 22 mei       | Marokko          | Grand Prix van Marokko       | Anfa           | Marcel Lehoux           | Bugatti       | verslag |
| 29 mei       | Duitsland        | Eifelrennen                  | Nürburgring    | Rudolf Caracciola       | Alfa Romeo    | verslag |
| 29 mei       | Frankrijk        | Torvilliers Circuit          | Troyes         | Robert Gauthier         | Bugatti       | verslag |
| 5 juni       | Frankrijk        | Grand Prix van Picardië      | Péronne        | Philippe Étancelin      | Alfa Romeo    | verslag |
| 19 juni      | Polen            | Grand Prix van Lviv          | Lviv           | Rudolf Caracciola       | Alfa Romeo    | verslag |
| 26 juni      | Frankrijk        | Grand Prix van Lorraine      | Nancy          | Jean-Pierre Wimille     | Alfa Romeo    | verslag |
| 24 juli      | Frankrijk        | Grand Prix van Dieppe        | Dieppe         | Louis Chiron            | Bugatti       | verslag |
| 31 juli      | Frankrijk        | Circuitrace van Nice         | Nice           | Louis Chiron            | Bugatti       | verslag |
| 31 juli      | Italië           | Coppa Ciano                  | Montenero      | Tazio Nuvolari          | Alfa Romeo    | verslag |
| 14 augustus  | Italië           | Coppa Acerbo                 | Pescara        | Tazio Nuvolari          | Alfa Romeo    | verslag |
| 14 augustus  | Frankrijk        | Grand Prix du Comminges      | Saint-Gaudens  | Goffredo Zehender       | Alfa Romeo    | verslag |
| 17 augustus  | Frankrijk        | Grand Prix van La Baule      | La Baule       | William Grover-Williams | Bugatti       | verslag |
| 4 september  | Tsjechoslowakije | Grand Prix van Masaryk       | Brno           | Louis Chiron            | Bugatti       | verslag |
| 10 september | Groot-Brittannië | Mountain Championship        | Brooklands     | Malcolm Campbell        | Sunbeam       | verslag |
| 11 september | Italië           | Grand Prix van Monza         | Monza          | Rudolf Caracciola       | Alfa Romeo    | verslag |
| 11 september | Frankrijk        | Grand Prix van Antibes       | Garoupe        | Benoît Falchetto        | Bugatti       | verslag |
| 25 september | Frankrijk        | Grand Prix van Marseille     | Miramas        | Raymond Sommer          | Alfa Romeo    | verslag |
| 25 september | Finland          | Munkkiniemenajo              | Helsinki       | Per Victor Widengren    | Alfa Romeo    | verslag |

1894 · 1895 · 1896 · 1897 · 1898 · 1899 · 1900 · 1901 · 1902 · 1903 · 1904 · 1905 · 1906 · 1907 · 1908 · 1909 · 1910 · 1911 · 1912 · 1913 · 1914 · 1915 · 1916 · Eerste Wereldoorlog · 1919 · 1920 · 1921 · 1922 · 1923 · 1924 · 1925 · 1926 · 1927 · 1928 · 1929 · 1930 · 1931 · 1932 · 1933 · 1934 · 1935 · 1936 · 1937 · 1938 · 1939 · 1940-1945 (Tweede Wereldoorlog) · 1946 · 1947 · 1948 · 1949 
 Lijst van Grand Prix-wedstrijden voor 1950